# آدم هوزر
آدم هوزر (بالإنجليزية: Adam Hauser)‏ هو لاعب هوكي الجليد أمريكي، ولد في 27 مايو 1980 في بوفي في الولايات المتحدة.

## وصلات خارجية
- آدم هوزر على موقع دوري الهوكي الوطني (الإنجليزية)
- آدم هوزر على موقع EliteProspects.com (الإنجليزية)
- آدم هوزر على موقع Eurohockey.com (الإنجليزية)
- آدم هوزر على موقع HockeyDB.com (الإنجليزية)